# Bataille de Québec (1775)
Pour les articles homonymes, voir Bataille de Québec.
Guerre d'indépendance des États-Unis
Batailles
La bataille de Québec a lieu le 31 décembre 1775 entre les forces de l'armée continentale américaine et celles des britanniques défendant la ville de Québec, dans les premiers stades de la guerre d'indépendance américaine. La bataille aboutit à la première défaite majeure de la guerre pour les Américains, qui subissent de lourdes pertes. Le général Richard Montgomery est décédé, Benedict Arnold est blessé et Daniel Morgan ainsi que 400 de ses hommes sont faits prisonniers. La garnison de la ville, formée à la fois de troupes régulières et de milices, est commandée par le gouverneur de la province de Québec, le général Guy Carleton. Les forces britanniques connaissent peu de pertes durant la bataille.
L'armée de Montgomery a capturé Montréal le 13 novembre et, vers début décembre, elle rejoint les troupes d'Arnold. Le gouverneur Carleton s'échappe de Montréal après la défaite de son armée, et se réfugie à Québec, prochaine destination des Américains. Des renforts de dernière minute viennent renforcer les faibles défenses de la ville avant l'arrivée des troupes américaines. Montgomery, inquiété par une potentielle réduction de ses effectifs du fait de l'expiration des enrôlements des soldats, décide d'attaquer la ville à la fin de l'année, tout en espérant tirer profit d'une tempête de neige susceptible de faciliter les mouvements de son armée. Le plan élaboré par Arnold et Mongomery consiste en un regroupement de leurs forces vers la ville basse, avant de s'attaquer aux murs protégeant la ville haute. Cependant, Richard Montgomery est tué par un coup de canon pendant l'assaut, et ses troupes rebroussent chemin ; quant à Benedict Arnold, ses forces parviennent à percer dans la ville basse. Mais ce dernier est blessé pendant l'attaque, et Daniel Morgan le remplace au commandement. Toutefois, Morgan se retrouve ensuite encerclé dans la ville basse et est ainsi forcé d'abandonner. Les Américains maintiennent un blocus qui se révèle sans effet jusqu'au printemps, où l'arrivée de renforts britanniques les force à lever le siège.
Lors de la bataille et du siège qui suivit, de nombreux Canadiens francophones participent aux événements, prêtant allégeance aux deux camps. Les forces américaines parviennent à obtenir des vivres et un soutien logistique de la part de certains locaux, alors que les Britanniques engagent des miliciens pour défendre la ville. Les partisans de l'armée continentale ayant choisi de rester à Québec s'exposèrent à plusieurs châtiments une fois le contrôle de la ville rétabli par les Britanniques.

## Contexte
Cherchant à attirer le Canada dans la révolution, les chefs américains se préparent à prendre la ville de Québec, tenue par une petite garnison de 100 soldats britanniques sous le commandement de Guy Carleton, gouverneur du Canada, et du colonel Allen Maclean. Les Britanniques ont à leur disposition une milice de plusieurs milliers d'hommes mal armés, maniant principalement le mousquet et quelques baïonnettes ; les fortifications de la ville, délabrées, sont soutenues par des barricades en bois érigées à l'intérieur des districts urbains.
Deux expéditions sont lancées en direction de Québec. Le général de brigade Richard Montgomery passe par le lac Champlain, tandis que le colonel Benedict Arnold mène ses troupes à travers l'arrière-pays du Maine. Pendant ce temps, le général Washington manœuvre pour empêcher les Anglais d'envoyer des renforts au nord. À la fin du mois d'octobre 1775, les troupes américaines arrivent en vue de Québec. En novembre, Arnold traverse le Saint-Laurent et campe dans les plaines d'Abraham, où il somme la garnison de la ville de sortir et de se battre (durant la guerre de Sept Ans, Montcalm avait agi ainsi et a été vaincu) N'obtenant pas de réponse, Arnold décide d'attaquer.

## La bataille

Routes suivies par Arnold (trait plein) et Montgomery (tiretés) vers Québec.

L'attaque débute à 4 heures du matin, le 31 décembre 1775. Arnold divise ses troupes en deux colonnes d'attaque. Il mène son propre groupe, fort de 600 hommes, à l'assaut de la partie nord de la ville, tandis qu'une seconde colonne, composée de 300 hommes menés par Montgomery, attaque au sud. Les deux colonnes doivent se retrouver à la pointe du Saint-Laurent, avant d'entrer à l'intérieur des murs de la ville. Mais les fortifications se révèlent trop fortes pour être prises. Cela, en plus de la tempête de neige qui commence avant l'aube, condamne l'attaque dès le début. La colonne de Montgomery avance le long du fleuve jusqu'au bastion du cap Diamant, où ils arrivent devant une barricade à Près-de-Ville tenue par environ 30 miliciens canadiens, qui ouvrent le feu. Montgomery est tué par la première salve, qui tue ou blesse également une douzaine d'hommes. Incapables de riposter avec leurs mousquets, inutiles au cœur de la tempête, les Américains battent en retraite le long du fleuve.
Ignorant l'échec de l'attaque de Montgomery et sa mort, Arnold avance avec ses troupes en direction des barricades au nord, où ils sont pris pour cible par les Anglais et la milice locale qui tiennent les murs de la ville. En atteignant une barricade dans la rue appelée Sault au Matelot, Arnold reçoit une balle de mousquet dans la cheville gauche et est rapatrié à l'arrière. Arnold étant hors d'état de combat, son second, Daniel Morgan, prend le commandement et s'empare de la première barricade. Mais, dans l'attente de nouveaux ordres, les Américains sont attaqués par des milliers de miliciens dans les rues et les maisons à proximité. Une contre-attaque britannique reprend la première barricade, piégeant Morgan et ses hommes dans les rues étroites de la ville. Privés de tout moyen de fuir et sous le feu des balles, la totalité des troupes de Morgan se rendent. À dix heures du matin, la bataille s'achève avec la reddition de Morgan et des dernières poches de résistance américaines en ville. Daniel Morgan refuse de remettre son épée à un officier britannique. Il la remettra à un membre du clergé.
Parmi les troupes d'Arnold, plus de trente soldats sont tués (vingt autres sont retrouvés au moment du dégel et plusieurs autres se noient en tentant de traverser les eaux glacées du fleuve) et 426 sont faits prisonniers, dont Morgan. Au moins douze autres Américains sont tués ou blessés sur la rive sud avec Montgomery après l'attaque. Le commandant anglais, Guy Carleton, déclare avoir perdu un officier naval anglais et cinq miliciens canadiens, avec quatre soldats anglais et quinze miliciens blessés.

## Le siège

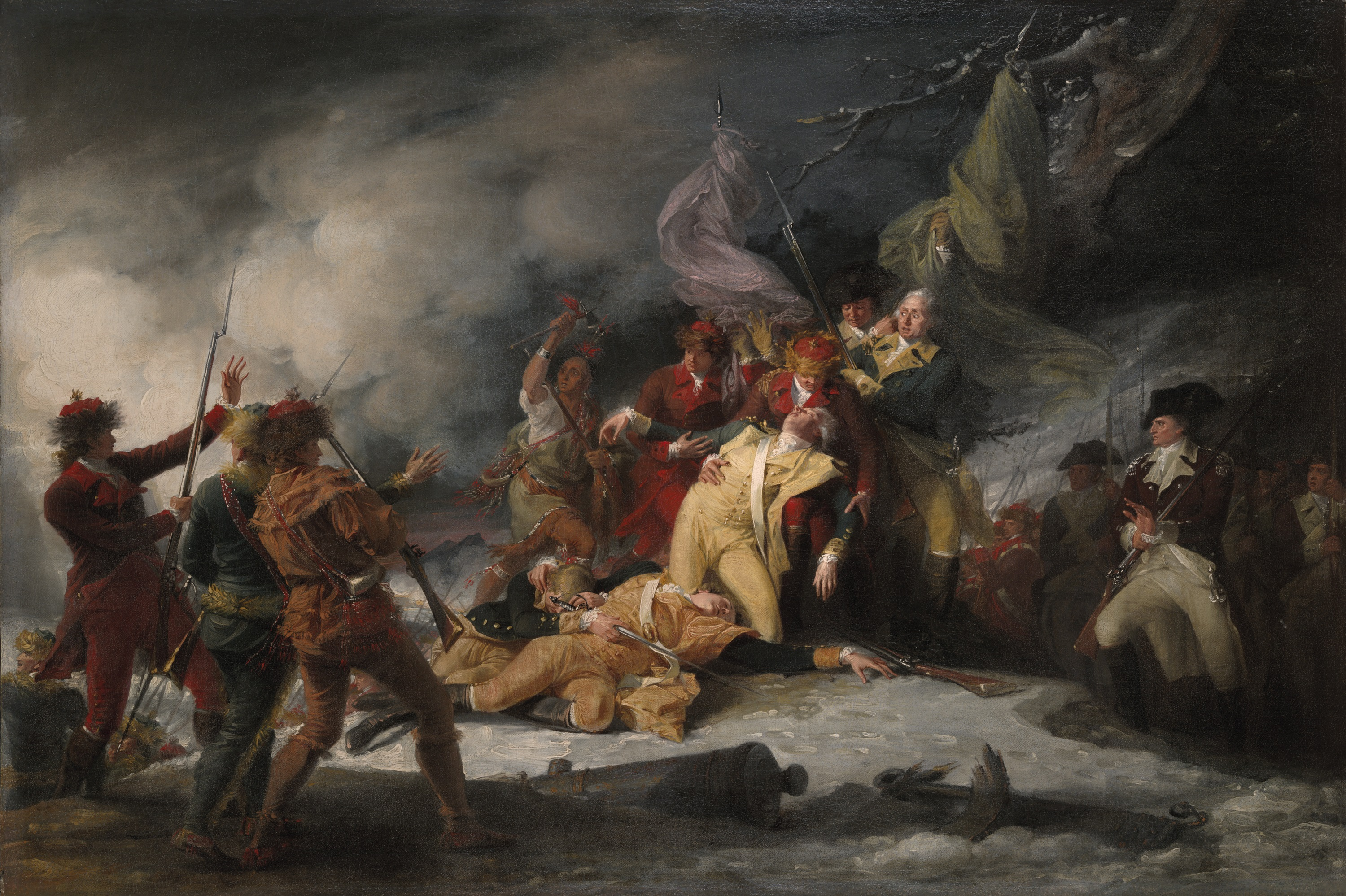
La mort de Montgomery selon John Trumbull.

Bien que ses troupes soient inférieures à un contre trois, Arnold refuse d'abandonner et assiège Québec, en dépit des températures hivernales et des désertions massives de ses hommes après l'expiration de leurs engagements, le 1er janvier 1776. Les premiers renforts américains arrivent en mars 1776, portant le total des troupes à 2 000 hommes. Mais, incapables de lancer un nouvel assaut contre la ville, le siège se poursuit jusqu'à l'arrivée de plus de 8 000 soldats anglais en renfort, le 6 mai 1776, ce qui force l'armée américaine désormais commandée par John Thomas à battre en retraite vers le sud et à rentrer dans la colonie de New York.

## Conséquences
Après la victoire anglaise à Québec et le retrait américain du Canada, aucune autre tentative sérieuse d'impliquer les Canadiens dans la révolution américaine contre les Anglais n'aura lieu.

## Anecdotes
Dans ses Mémoires, Philippe Aubert de Gaspé raconte que la dépouille du général américain Montgomery a été transportée à l'intérieur des murs de Québec, où il a reposé pendant plusieurs années jusqu'à ce qu'elle ne soit rendue aux États-Unis, en 1818. Le chien du général Montgomery a veillé sur la tombe de son maître pendant plusieurs jours, jusqu'à ce qu'un oncle de l'auteur, Charles de Lanaudière, ne le recueille et qu'il devienne le chien de la famille.
|  |  |  |  |

Au lieu où Richard Montgomery a été tué, à Près-de-Ville, des plaques de bronze (une en français et l'autre en anglais) ont été installées sur la falaise du cap Diamant. Elles ont été réinstallées en 2007 sur un mur érigé par le ministère des Transports qui protège le boulevard Champlain des éboulis provenant de la falaise. On peut y lire : « Ici à la barricade Près-de-Ville cinquante intrépides défenseurs du Canada ont vaincu Montgomery le dernier jour de l'année 1775 alors que Guy Carleton commandait à Québec
. »

## Références

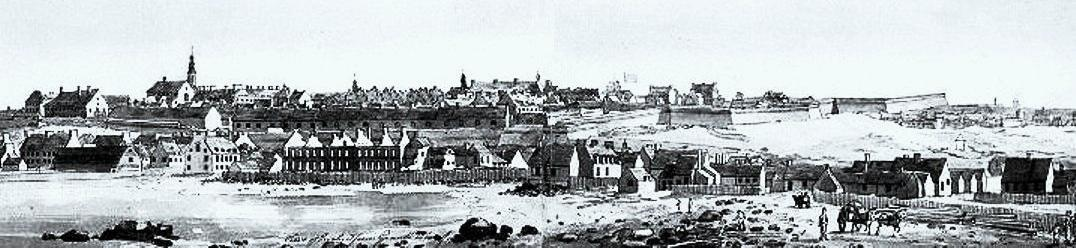
Vue de la ville de Québec après l'attaque américaine de 1775. À l'avant-plan, on voit les restes de maisons incendiées.